# محمد عمر عثمان
محمد عمر عثمان هو سياسي صومالي، ولد في 1940.

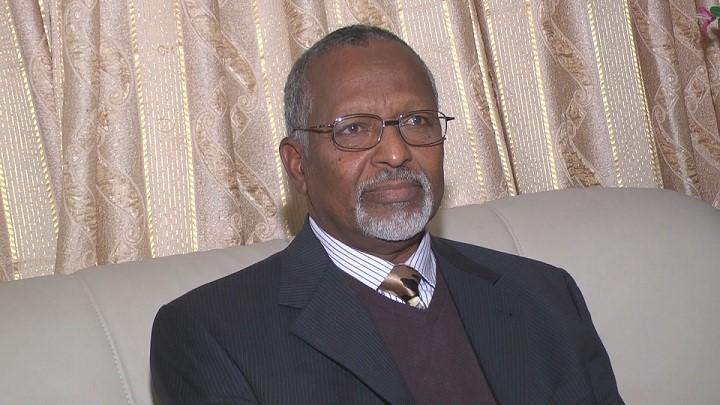
Mohammed Omar Osman